# Komaba (cràter)
Komaba és un cràter de l'asteroide del tipus Apol·lo, Itokawa, situat amb el sistema de coordenades planetocèntriques a -10 ° de latitud nord i 102 ° de longitud est. Fa un diàmetre de 0.03 km. El nom va ser fet oficial per la UAI el 18 de febrer de 2009 i fa referència a Komaba, lloc a la ciutat de Tòquio (Japó) on s'hi trobava ISAS abans de la fusió amb l'Agència Espacial Japonesa.